# Musée romain d'Avenches
Le musée romain d'Avenches est un musée archéologique de la cité romaine d'Aventicum, situé dans la tour de garde de l'amphithéâtre d'Avenches.

## Histoire du bâtiment
La tour qui domine l'amphithéâtre, dans laquelle sera installé le futur musée, est construite au XIe siècle, peut-être par Borcard d'Oltigen, évêque de Lausanne  (1057-1089). Elle devait avoir un rôle majeur dans le bourg du Moyen-Âge et sera par ailleurs l'emblème de pouvoir de l’Évêché jusqu'en 1536, date de la conquête bernoise. Les pierres qui la constituent datant de l'ancienne Aventicum, les chercheurs ont longtemps débattu afin de déterminer sa période de construction. Au XIXe siècle, l'origine moyenâgeuse est confirmée.
Après la conquête bernoise, les autorités, d'un canton protestant, ne savent que faire d'un bâtiment symbolisant le pouvoir épiscopal. Des transformations importantes sont entreprises en 1547-48 pour en faire un vaste grenier. Les espaces internes sont réaménagés et garderont l'aspect que nous connaissons actuellement.
Au XIXe siècle, un vaste projet de rénovation, conduit par François-Rodolphe de Dompierre et son collègue W. Fraisse est mené pour faire de la tour un musée. Afin d'établir un bâtiment agréable à la visite, six grandes fenêtres sont aménagées dans la façade ouest, ainsi qu’une entrée modernisée et une voie d'accès par les escaliers. Les artéfacts n'occupent alors que le rez-de-chaussée et le premier étage de la tour.

## Histoire du musée et de ses collections
Le musée est créé en 1824 sous le nom de Musée Vespasien, son conservateur est François-Rodolphe de Dompierre. En 1837, il change de nom pour prendre celui utilisé actuellement, Site et musée romain d'Avenches, abrégé SMRA. La même année, il devient un musée cantonal et est installé dans la tour dominant l'amphithéâtre. En 1852, Frédéric Troyon, conservateur du Musée cantonal d'Antiquité à Lausanne réalise l'inventaire des collections du musée. 884 objets sont ainsi inventoriés. Auguste Caspari, pharmacien, reprend l'inventaire de 1862 à 1888. Grâce à sa ténacité, les collections passent à plus de 2 000 objets, sans compter les monnaies . En 1885, l'association Pro Aventico est fondée, sous le patronage de la Société d'histoire de la Suisse Romande, grâce à laquelle des vestiges de l'ancienne capitale sont encore visibles aujourd'hui. Louis Martin, professeur au collège de la ville, poursuit le travail de son prédécesseur à partir de 1888. Il étudie de manière systématique les collections du musée et c'est sous son mandat qu'apparaissent les premiers catalogues raisonnés, celui des bronzes en 1890, puis celui des marbres et des mosaïques l'année suivante. De 1900 à 1913, le pasteur François Jomini poursuit l'enrichissement des collections, par le don de pièces qu'il avait auparavant rachetées. Son successeur, Ernest Grau, professeur au collègue d'Avenches, doit se contenter de gérer le musée jusqu'en 1937, en raison de la situation financière devenue difficile.
Le XXe siècle n'est guère propice à la recherche. Néanmoins, des bâtiments sont explorés, notamment le sanctuaire du Cigognier, qui livrera en 1939, le célèbre buste en or de Marc-Aurèle.
La seconde moitié du XXe siècle est marquée par d'importantes transformations au musée. Les salles du 1er et du 2ème étage sont rénovées. La muséographie est l'oeuvre de Victorine von Gonzenbach, sous la direction de l'architecte Pierre de Sybourg, conservateur de 1951 à 1960. Dès le début des années 1960, à la suite de la création d'une zone industrielle dans l'emprise de la ville antique, des fouilles d'urgence, reprises en 1964 par la Fondation Pro Aventico nouvellement créée, sont menées, dont les résultats viennent enrichir la collection. Dès 1965, Hans Bögli sera le premier conservateur professionnel nommé par l'Etat de Vaud à la direction du Musée romain. En 1969, une loi vaudoise va introduire des mesures permettant la protection du patrimoine. Le 4 décembre 1987, un arrêté définit le cœur de la ville romaine et les quartiers alentour comme une réserve archéologique inconstructible.
De nombreux objets viendront enrichir les collections à la suite des travaux de l'autoroute A1 à la fin des années 1980.
Les collections comptent aujourd'hui plusieurs centaines de milliers d'objets, qui ne cessent de croître à mesure des fouilles préventives réalisées tout au long de l'année sur le site .
Le musée, de même que l'amphithéâtre dans lequel il se trouve, est inscrit comme bien culturel suisse d'importance nationale. À la suite de travaux de rénovation, une nouvelle exposition de référence est proposée au visiteur. La première salle a été inaugurée en septembre 2018, pour les 180 ans de l'institution, et la seconde en octobre 2019 .

## Collections

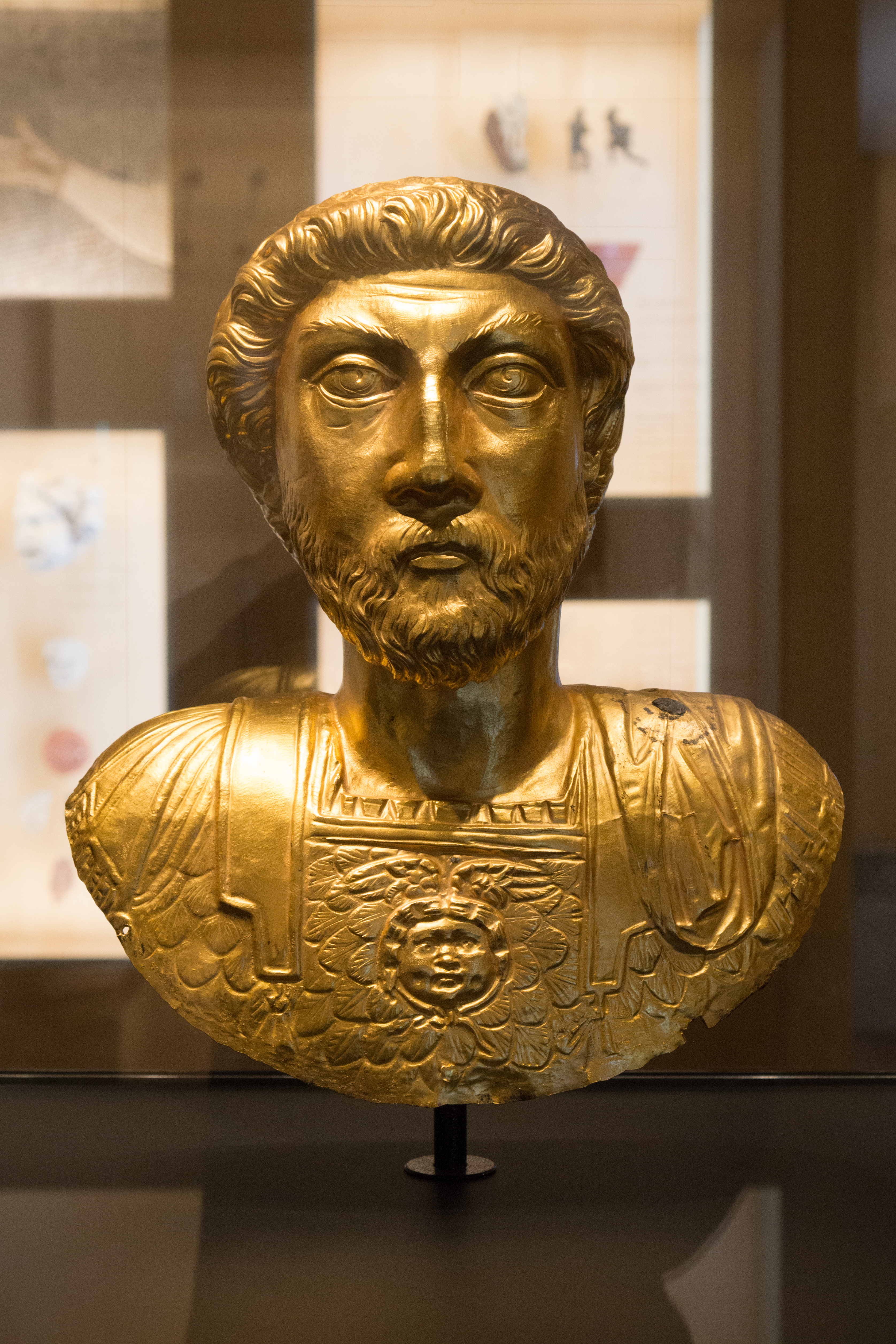
Buste de Marc-Aurèle

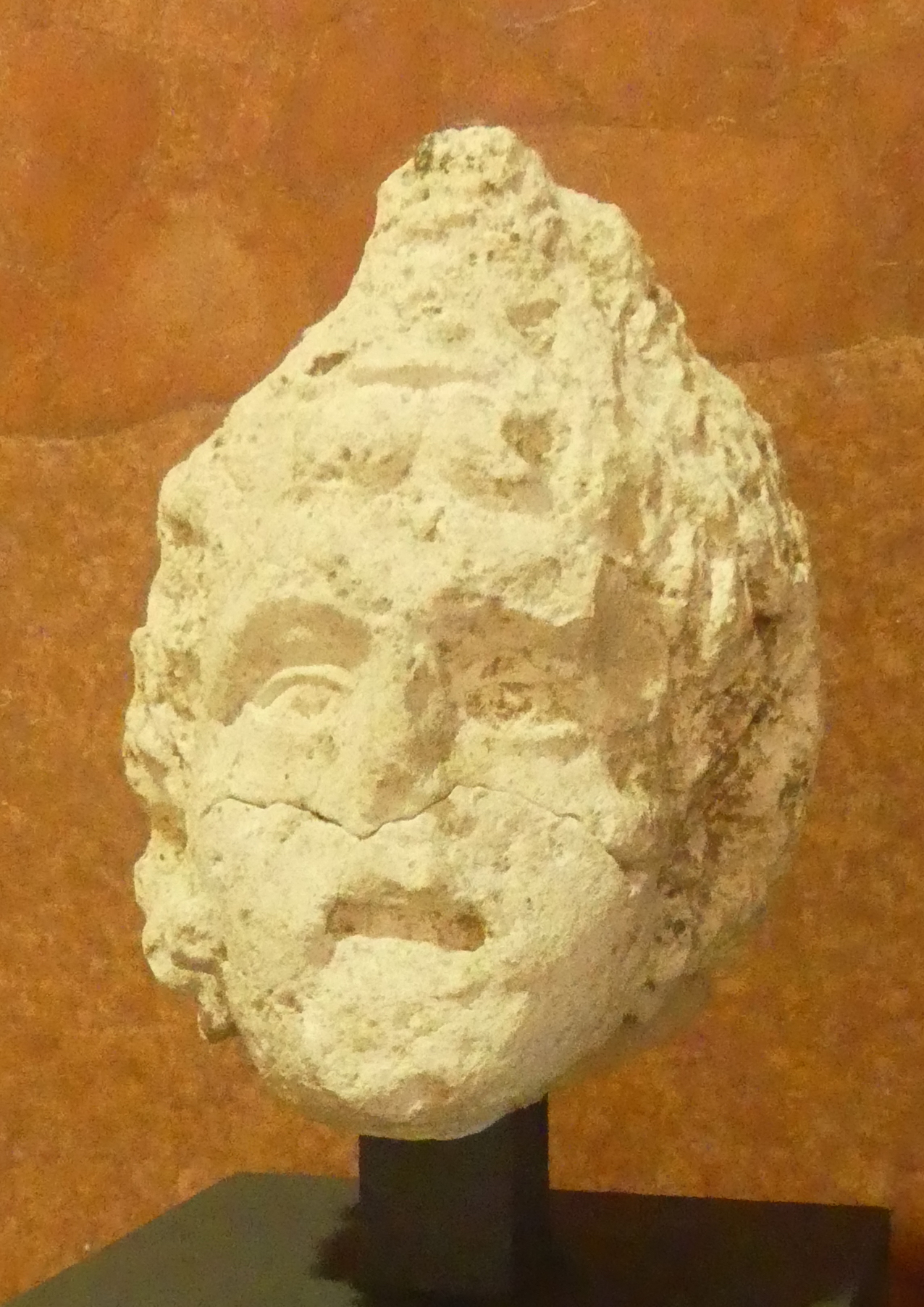
Tête d'Attis, dieu phrygien de la végétation, portant son attribut, un bonnet phrygien

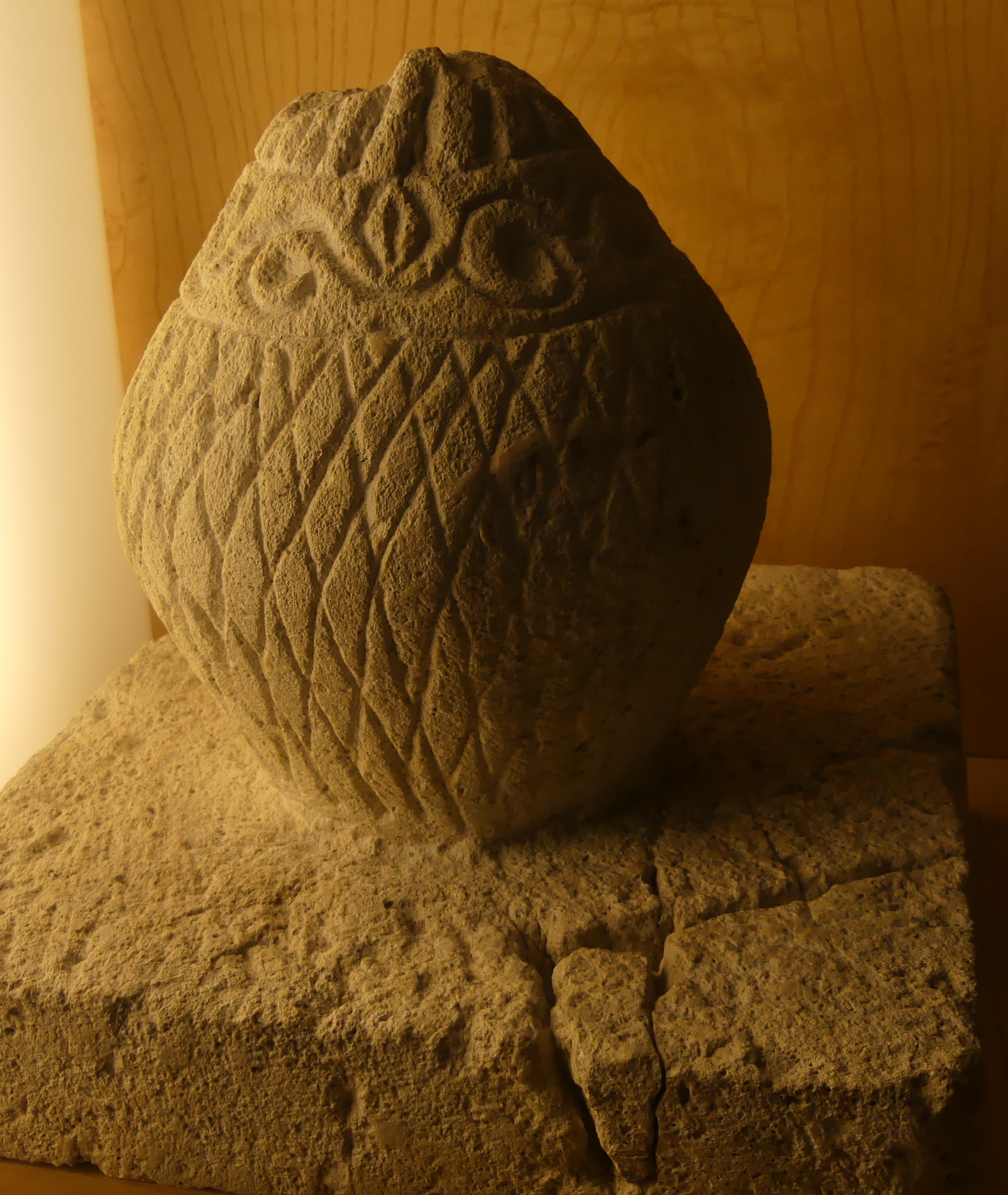
Base surmontée d'une pomme de pin

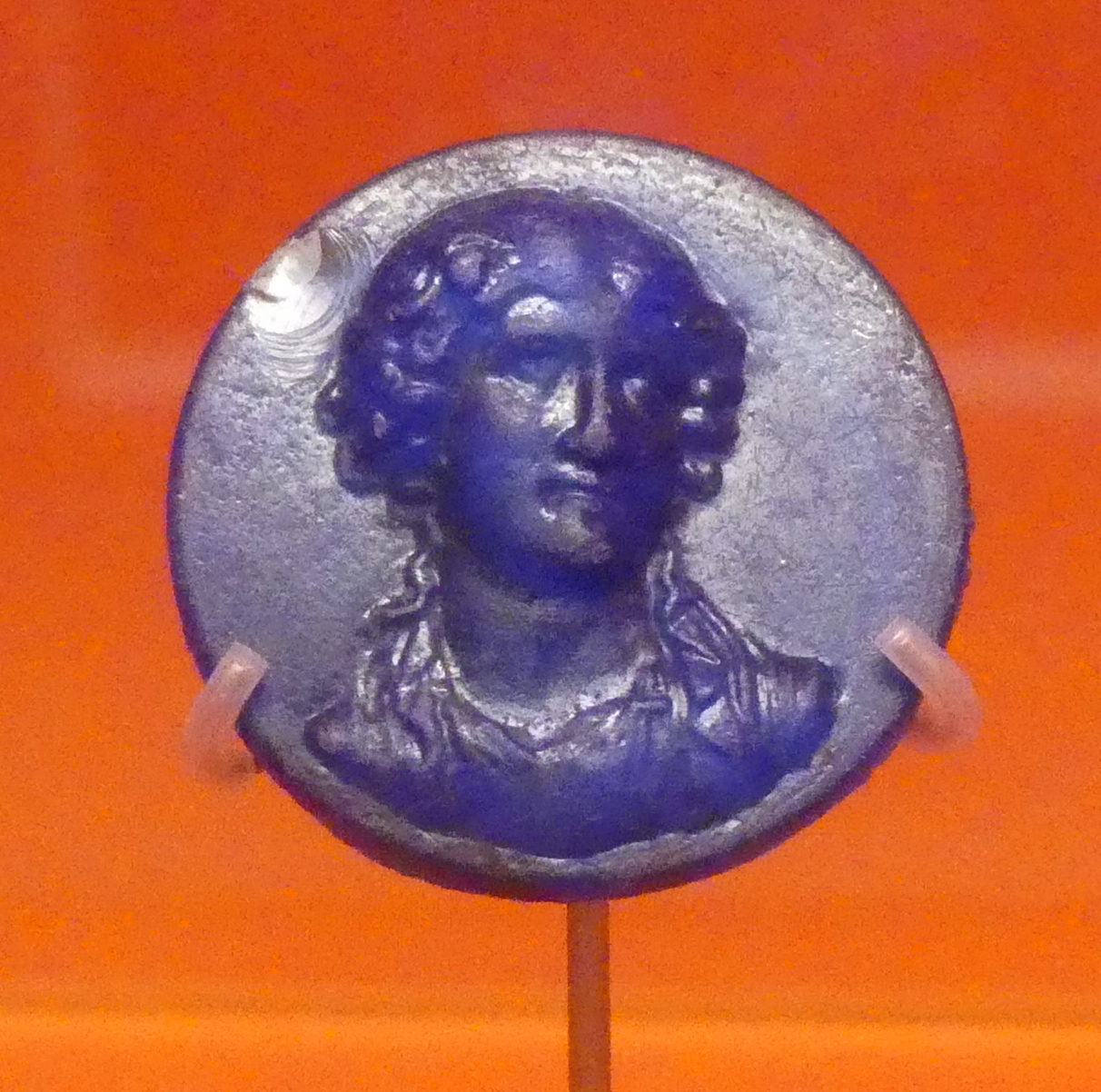
Médaillon avec le portrait d'Agrippine

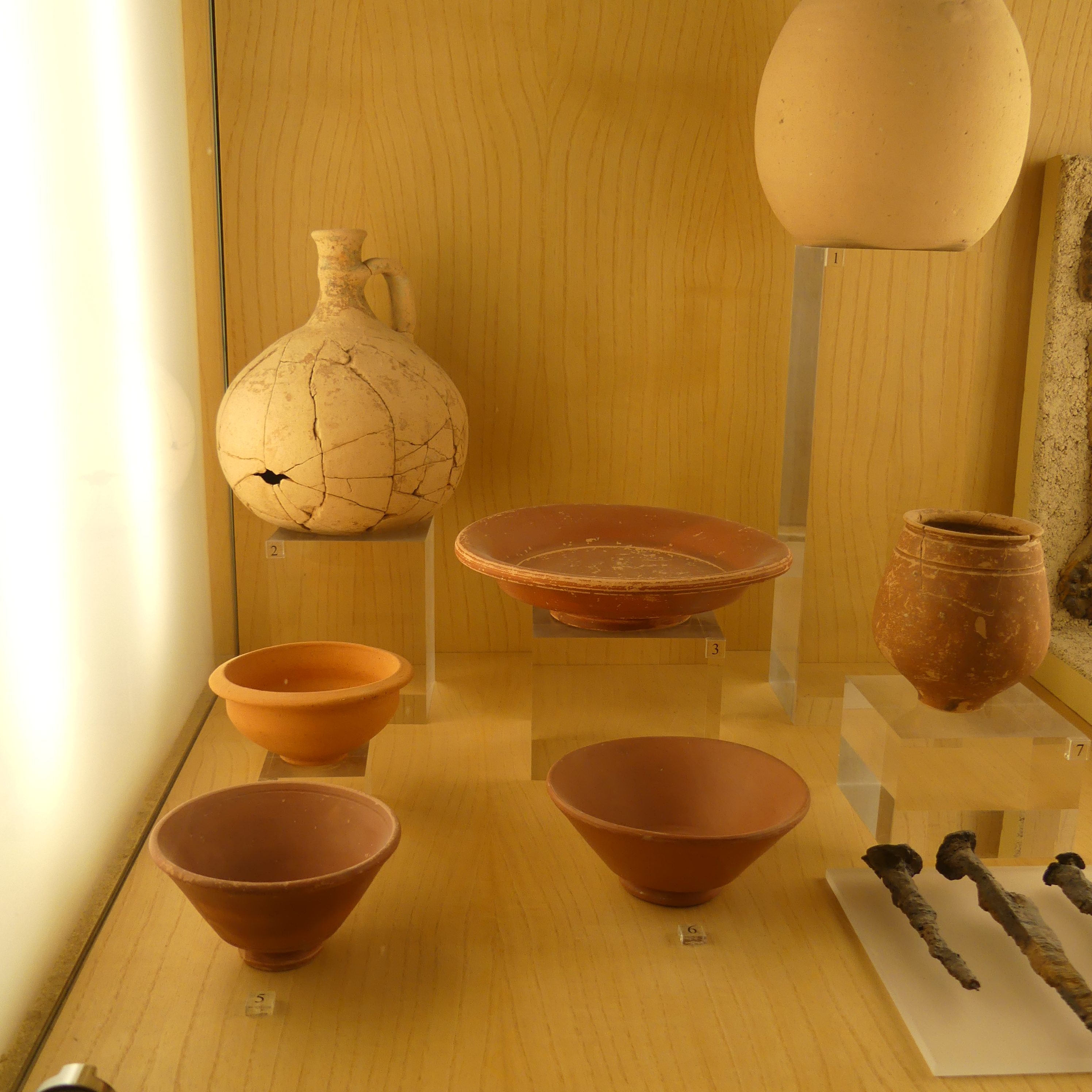
Mobilier d'une tombe d'inhumation d'un homme de la nécropole d'En Chaplix

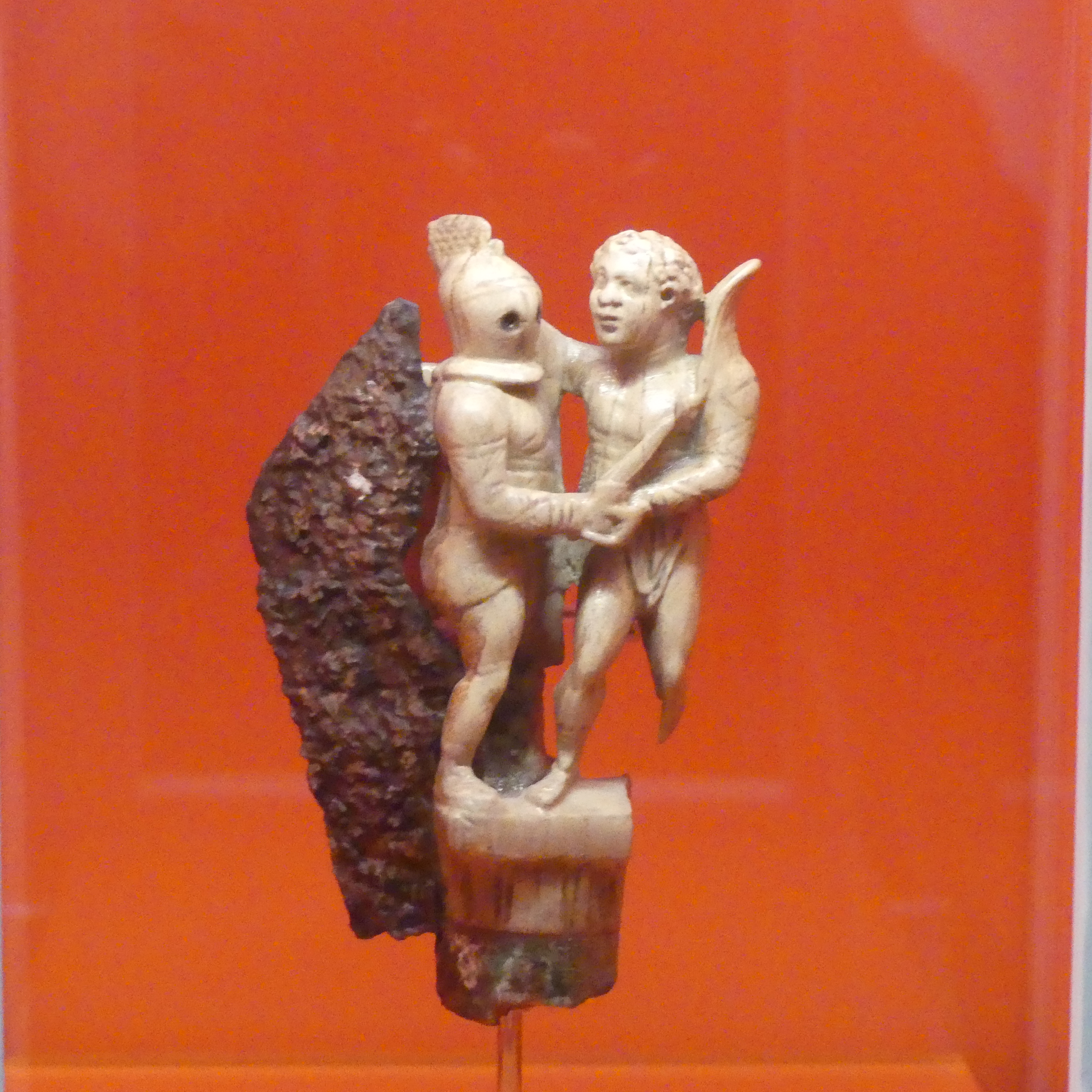
Couteau pliable avec manche en ivoire représentant deux gladiateurs

Les collections permanentes sont caractérisées par une grande diversité de mobilier, qui illustrent les différences facette de la vie publique et privée d'une ville romaine, mais aussi pour des objets d'exceptionnels, relatifs à la richesse helvétique, en raison de sa position importante à un carrefour de voies commerciales, aussi bien routière que fluviales. Cette situation lui a permis de s'approvisionner en mobiliers, denrées et matériaux luxueux venant de tout l'Empire. Plusieurs éléments de statues de grande dimension, en bronze doré et en pierre, contribuent au prestige de la collection, de même que certaines  inscriptions d'importance pour la compréhension de la société gallo-romaine d'Aventicum .
L'exposition permanente est répartie sur les trois étages de la tour médiévale (260 m2) et ne permet de montrer au public qu'une petite partie des collections, laquelle n'est pas représentative de l'histoire de la capitale des Helvètes à l'époque romaine .
Le rez-de-chaussée présente les stèles funéraires et les sculptures. Les imposantes mosaïques ont été reconstituées au mur, ainsi que d'imposantes peintures murales. Il s'agit des plus importants ensembles de la Suisse et ils sont un des éléments essentiels de la collection. Le corpus des inscriptions d'Avenches représente une référence internationale pour les archéologues et les épigraphistes. Les objets de la vie quotidienne sont présentés dans des vitrines, avec un dispositif de tiroirs afin de permettre au visiteur d'obtenir un complément d'informations quant à la civilisation gallo-romaine.
Le premier étage est consacré aux expositions temporaires.
Le deuxième étage du musée est dédié au rôle de chef-lieu qu'a joué Aventicum durant l'époque romaine, comme le montre par ailleurs le titre de la salle "Pouvoirs". Les objets (sculptures au mur, mosaïques sous vitrine, fibules, pièces de monnaie) montrent, par les matériaux employés et la qualité de réalisation, l'importance d'Avenches à l'époque gallo-romaine. Ils sont mis en valeur par une scénographie moderne et didactique, au moyen de tablettes numériques. Une teinte orangée prédomine dans cette salle, en référence à la couleur des tuiles qui couvrait le toit des maisons. L’objet-phare de l’exposition, le buste en or de Marc-Aurèle, (une copie, en raison de son caractère unique) qui a fait la célébrité de l’établissement, est immédiatement visible par le visiteur à l’entrée de la salle. Il l’accueille, introduit le propos de la salle avec une citation en grands caractères et un cartel explicatif. Par sa théâtralisation, il crée une attente chez le visiteur. De par sa position sur un côté du panneau, il introduit l’exposition et la clôture puisque le visiteur doit repasser à ses côtés à la fin du parcours afin de sortir de la salle. Une tablette numérique à côté du vestige permet au visiteur d’obtenir les informations essentielles sur celui-ci, ainsi que les circonstances de sa découverte, au moyen d'articles de journaux relatant la découverte qui ont été numérisés.
À travers ces objets, les différents pouvoirs sont représentés (images, symboles, dieux, mis en scène). Certains objets uniques, ou particulièrement rares, réputés dans le monde entier (buste en or de Marc-Aurèle, relief de la louve allaitant Romulus et Remus, couteau pliable avec un manche en ivoire qui illustre deux gladiateurs se battant) sont également exposés dans cette salle.
Une maquette didactique, au centre de la pièce,  présente l'évolution de la ville. Le film, intitulé Avenches, une capitale romaine, permet au visiteur d’avoir, en moins de 10 minutes, un aperçu des différentes évolutions de la ville sous l’époque romaine, au moyen d’une projection illuminée verticale et horizontale sur la maquette. Des explications données par la vidéo sont projetées sur l’écran afin de pas perturber la visite d’autres visiteurs se trouvant éventuellement en même temps dans la salle.
Le troisième étage, "Territoire", met en évidence l'histoire de la province dirigée par les Helvètes. La découverte de mobilier luxueux, de produits importés des régions méditerranéennes et des témoins de frappe monétaire, dont un nombre important de monnaie celtiques, donnent l'image d'un centre important et prospère. Les citoyens ne sont connus qu'au travers de rares inscriptions. Leur présence est attestée de nombreuses activités, notamment artisanales, comme en témoignent les outils spécialisés ou les vestiges d'ateliers.
Plusieurs grandes familles sont connues par des inscriptions détaillant leur importance dans la société romaine, et les objets de luxe qu'elles ont laissées (bijoux, vaisselle en métal, aliments importés de régions lointaines), attestent de leur niveau de richesse important et d'échanges commerciaux à très large échelle.
Du mobilier, en lien avec l'enfance, découvert dans des contextes funéraires est également exposé dans cet espace, par les statuettes, des pièces de jeux (pions, plaques de jeux, osselets). Un témoignage de la vie infantile est également discrètement exposé sous la forme d'un carreau de terre cuite avec une empreinte de pied. Des restes organiques (bois, cuir, etc.), tels que des chaussures ou des paniers, exceptionnellement bien conservés grâce à l'humidité du sous-sol, offrent un aperçu du quotidien des habitants de la ville.
Un film d'animation présente de façon ludique et didactique l'histoire du territoire des Helvètes, en incluant les découvertes celtiques faites à Avenches.

## Expositions temporaires
Des expositions temporaires sont organisées sur différents sujets. On peut ainsi signaler les expositions suivantes : 
- Marc Aurèle – L'incroyable découverte du buste en or à Avenches (12 mai – 5 novembre 2006) [6]
- Camées et intailles – L'antiquité en miniature (11 mai – 30 septembre 2007) [7]
- Il y a un os ! (16 mai – 28 septembre 2008) [8]
- Amor au Nord des Alpes -Sexualité et érotisme dans l’Antiquité romaine (29 mai – 4 octobre 2009) [9]
- Palais en puzzle - Splendeurs et misères d'une demeure d'exception d'Aventicum (21 mai – 3 octobre 2010, prolongée jusqu'au 27 février 2011) [10]
- La Tour, prends garde ! (21 mai – 30 octobre 2011) [11]
- 1938-1943 -Chômeurs, soldats et mécène au service de l’archéologie (24 mai - 28 octobre 2012, prolongée jusqu'au 24 février 2013) [12]
- Fragile - Verre romains (28 mai – 1er novembre 2015) [13]